# Banja Luka

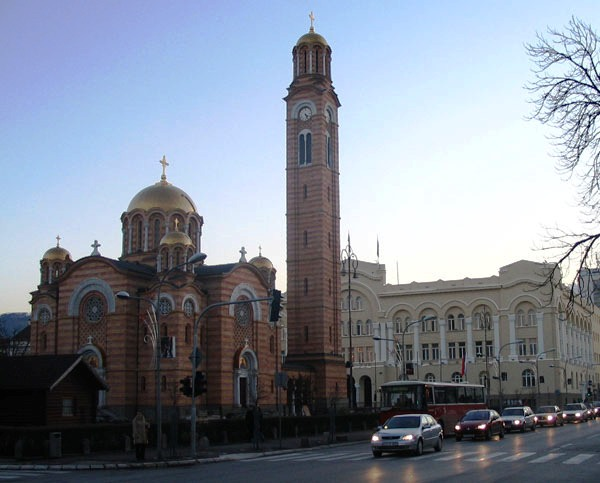
Sobór Chrystusa Zbawiciela w Banja Luce

Banja Luka (serb. Бања Лука) – miasto w zachodniej części Bośni i Hercegowiny, w Republice Serbskiej, siedziba miasta Banja Luka. Stanowi faktyczną stolicę Republiki Serbskiej. Leży nad rzeką Vrbas, będącą dopływem Sawy. W 2013 roku liczyło 135 059 mieszkańców.
Stanowi faktyczną stolicę Republiki Serbskiej i drugie pod względem wielkości miasto w kraju pod względem liczby mieszkańców.
Ważny ośrodek gospodarczy kraju. Rozwinięty przemysł maszynowy (produkcja obrabiarek), elektrotechniczny, metalowy (odlewnia i walcownia), chemiczny (fabryka włókien sztucznych), odzieżowy i spożywczy (m.in. tytoniowy, browarnictwo), a także skórzany i celulozowo-papierniczy. Węzeł drogowy. Centrum kulturalno-naukowe. Siedziba 3 szkół wyższych (w tym uniwersytetu, założonego w 1975).
W mieście znajduje się ośrodek turystyczny i słynne uzdrowisko z ciepłymi źródłami mineralnymi o temperaturze 28–34 °C, w którym leczy się choroby reumatyczne, skórne oraz układu nerwowego. Ponadto w Banja Luce mieści się m.in. galeria sztuki i Muzeum Republiki Serbskiej.

## Historia
Stara osada iliryjskiego plemienia Mezów. Od 9 n.e. twierdza rzymska Castra i uzdrowisko z ciepłymi źródłami mineralnymi.
W XIV w. w mieście powstała twierdza. 
W 1527 zajęte przez Turków. W latach 1588–1638 stolica Bośni. Od 1878 pod panowaniem monarchii austro-węgierskiej, przeciwko której w tymże roku w mieście wybuchło powstanie. W odwecie wojska austro-węgierskie spaliły część miasta i dokonały masowej deportacji ludności. Mimo represji Banja Luka była ośrodkiem walk narodowowyzwoleńczych. Działali tu m.in. rewolucjonista V. Pelagić oraz pisarz i bojownik o prawa chłopów bośniackich P. Kočić.
W 1869 w okolice miasta przybyli trapiści z Niemiec i założyli tam opactwo, działające do dziś. W 1873 zakonnicy uruchomili przy klasztorze browar – Banjalučka Pivara.
W dniach 3 listopada 1915 – 16 marca 1916 w mieście przeprowadzono tzw. proces w Banja Luce, w którym sądzono za działalność patriotyczną 156 Serbów. 16 z nich skazano na karę śmierci, ponad 80 na karę więzienia, od 2 do 20 lat.
Podczas II wojny światowej miasto znalazło się w granicach Niepodległego Państwa Chorwackiego. Ustasze dokonywali tutaj mordów na Serbach, zniszczono też największą serbską cerkiew. W kwietniu 1945 miasto wyzwolili partyzanci komunistyczni.
Przed II wojną w Banja Luce mieszkało około 500 Żydów. Zbudowana przez nich synagoga została zniszczona. W 2014 roku przy ulicy Gavre Vučkovića 2 otwarto Centrum Kultury Żydowskiej.
W październiku 1969 Banja Lukę nawiedziło silne trzęsienie ziemi, niszcząc ok. 80% jej zabudowy. Zginęło w nim 15 osób, ponad 1000 zostało rannych. Na placu Trg Krajine postawiono na pamiątkę tego wydarzenia zegar wskazujący godzinę 9:11, o której trzęsienie ziemi miało miejsce.

## Zabytki istniejące i zniszczone
- meczet Ferhata Paszy – 1579, częściowo zniszczony podczas trzęsienia ziemi w 1969, całkowicie zniszczony przez wojska serbskie w 1993 roku, zrekonstruowany. Bogato zdobiony, m.in. cytatami z Koranu,
- meczet Arnaudi dżamija (1595), zburzony przez wojska serbskie w 1993 roku, odbudowany,
- średniowieczna twierdza Gornij Šeher; cerkiew i kościół (XIX w.).

Z czasów tureckich zachowały się ponadto: dwa mosty na Vrbasie, dwór wezyra bośniackiego (wielki seraj), karawanseraj (zajazd) i wodociągi. Do 1993 roku istniała też turecka wieża zegarowa.
W gmachu dawnego dworca znajduje się Muzeum Sztuki Współczesnej Republiki Serbskiej, którego zbiory obejmują ponad 1600 dzieł sztuki przede wszystkim z drugiej połowy XX w.
W pobliżu miasta hydroelektrownia i kopalnia węgla brunatnego.
W mieście znajduje się stacja kolejowa Banja Luka.

## Imprezy
- Festiwal Đurđevdanski
- Banja Luka (turniej szachowy)

## Miasta partnerskie
- Belgrad, Serbia
- Graz, Austria
- Kaiserslautern, Niemcy
- Lwów, Ukraina
- Moskwa, Rosja
- Odense, Dania
- Patras, Grecja